# Teresina
Teresina es la capital y ciudad más poblada del estado brasileño de Piauí. Se ubica en el Centro-Norte Piauiense, 343 kilómetros de la costa, y por lo tanto la única capital del Nordeste que no se encuentra en las costas del Océano Atlántico. Tiene una población estimada de 871 126 habitantes, según el Instituto Brasileño de Geografía y Estadística (IBGE) en 2021. Teresina es la 21 ciudad más grande en Brasil y el 17 más grande capital del estado, siendo la séptima capital más poblada y la octava más rica en el noreste.
Teresina es la tercera capital con mejor calidad de vida en Norte-Noreste  de acuerdo con el Índice FIRJAN de Desarrollo Municipal, y de acuerdo con el IPEA es la tercera capital más segura de Brasil (detrás de Natal / RN y Palmas / TO). La ciudad tiene un alto IDH (Índice de Desarrollo Humano), sin embargo, sigue siendo el octavo puesto entre las capitales del Nordeste, solo por delante de Maceió. Teresina es también la tercera ciudad donde más secuencias de descargas eléctricas ocurren en el mundo. Por esta razón, la región recibe el curioso nombre de "Chapada do Corisco".
Su lema es la frase "Omnia en charitate", que significa, en español: "Todo por la caridad." La ciudad es el lugar de nacimiento de Torquato Neto, poeta tropicalista, y Carlos Castelo Branco, columnista político para el Jornal do Brasil.
Históricamente, Teresina se desarrolló a través del Río Parnaíba por transporte fluvial. Teresina es conocida como Ciudad Verde, nombre en clave dado por el escritor Coelho Neto, en virtud de tener mezcladas las calles con las avenidas de árboles. Es un municipio en fase de gran crecimiento y  cuenta con una superficie de 1.673 km² y una población de casi 1 millón de habitantes. Es una de las ciudades más prósperas de Brasil; actualmente se destaca en el sector servicios, el aumento del comercio, el sistema educativo avanzado, eventos culturales y deportivos, conferencias, industria textil, y unos tribunales de trabajo rápido.

## Historia
Teresina fue fundada en 1852, y nombrada en el honor de la emperatriz Teresa Cristina. Fue la primera ciudad planificada brasileña y sustituyó a Oeiras como Capital del Estado debido a su situación privilegiada a las márgenes de dos ríos, Parnaíba y Poti. El sitio donde fue construida era conocido como "Chapada do Corisco" ("Planicie Coruscante"), debido a la alta incidencia de relámpagos, aún hoy la tercera más alta en el mundo. Su proyecto se asemeja a un tablero de ajedrez, con calles cruzándose perpendicularmente.
Teresina es una ciudad única. Es la primera capital estatal que fue planificada en su construcción, la única no costera en la región Nordeste, la capital más caliente de Brasil, la tercera de mayor incidencia de relámpagos en el mundo entero. Sus calles y plazas exhiben mansiones neoclásicas, palacios grecorromanos, cines art-decó, iglesias que datan del siglo XIX; sus largas avenidas y modernos edificios comparten espacio con las construcciones antiguas y las calles estrechas. Se pueden ver fósiles de 240 millones de años expuestos a cielo abierto, posee una armonía entre lo moderno y lo antiguo como ninguna otra urbe. Tiene ramblas de compras, restaurantes, vida nocturna, museos, teatros y cines que le dan la bienvenida al visitante.

## Geografía
La ciudad se localiza en la confluencia de dos importantes ríos:
- El río Poti, que nace en Ceará, en la sierra de Joaniña (Joaninha en portugués), y termina en el área urbana de la ciudad, como afluente del río Parnaiba. Separa la Zona Este del Centro y está cruzado por cinco puentes vehiculares y uno ferroviario a lo largo de su curso urbano. Sobre sus márgenes se construyeron varios parques ambientales, sobre los cuales se edifican algunos de los edificios de apartamentos más sofisticados de la ciudad.

- El río Parnaíba, el segundo más grande de la Región Nordeste, después del río São Francisco. Separa los estados de Piauí y de Marañón, siguiendo un curso de 1.485 km entre su nacimiento en la sierra de Mangabeiras y su estuario, donde crea un delta con 5 brazos y 73 islotes.

## Imágenes

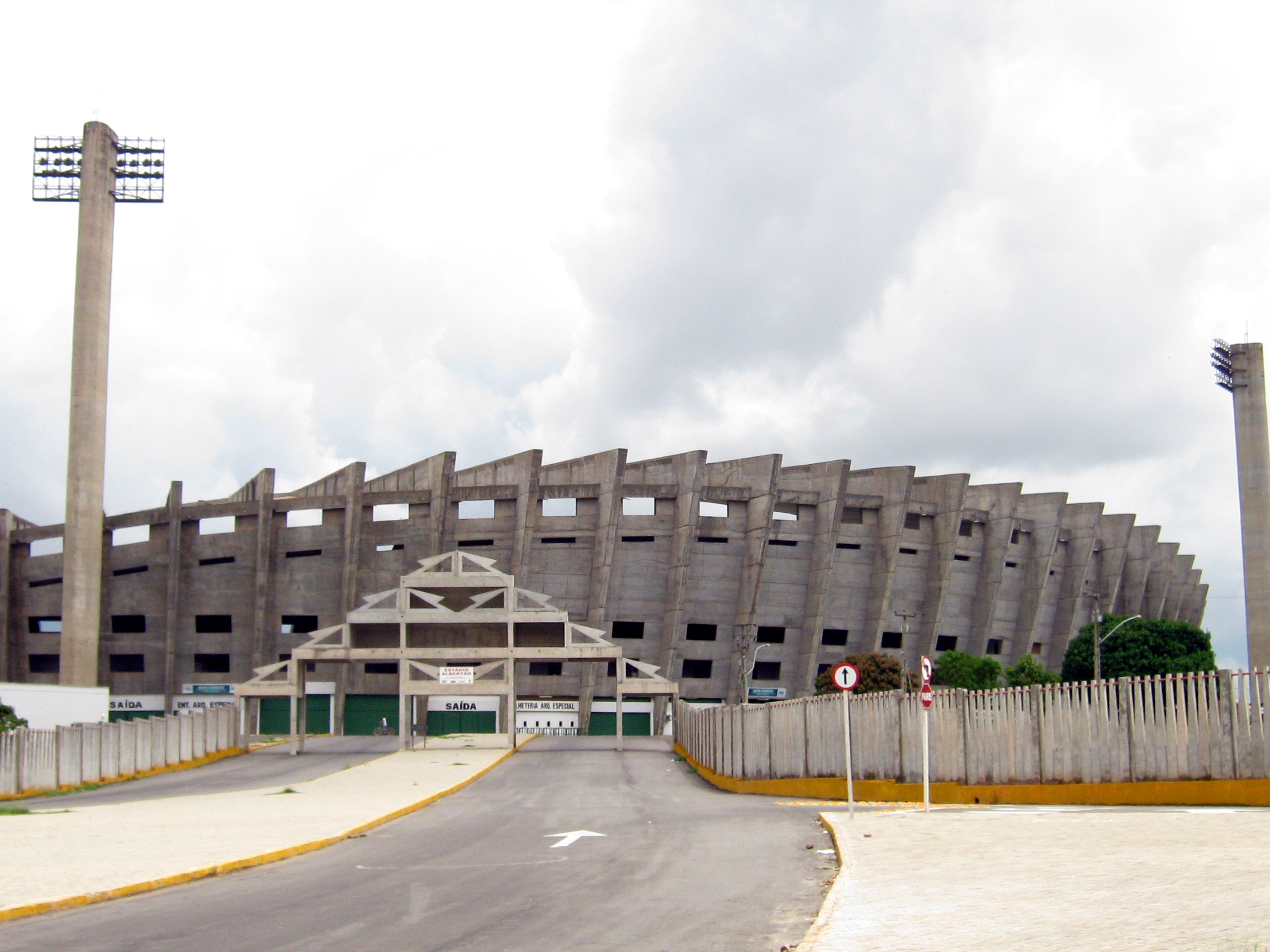
Estadio Governador Alberto Tavares Silva.
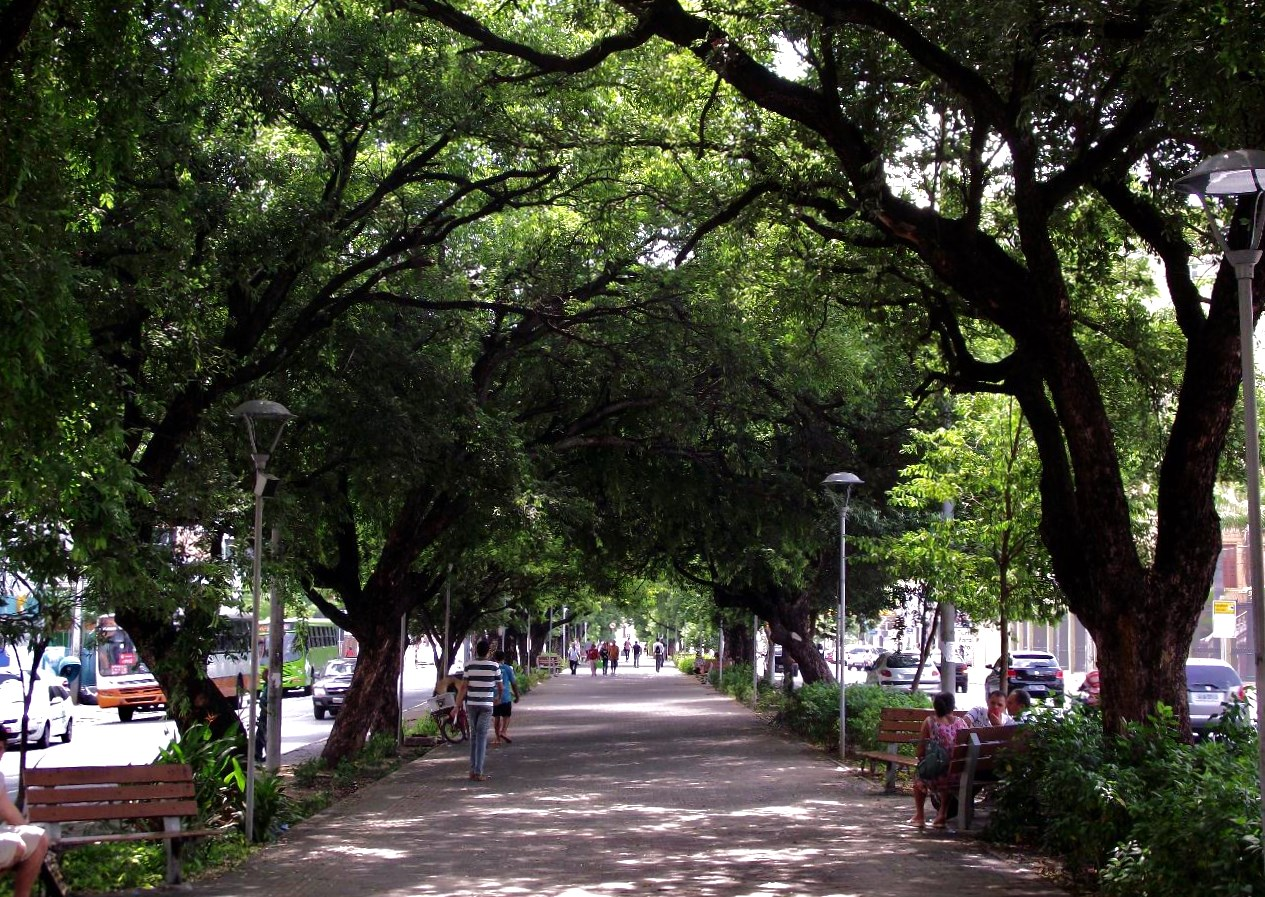
Avenida Frei Serafim.
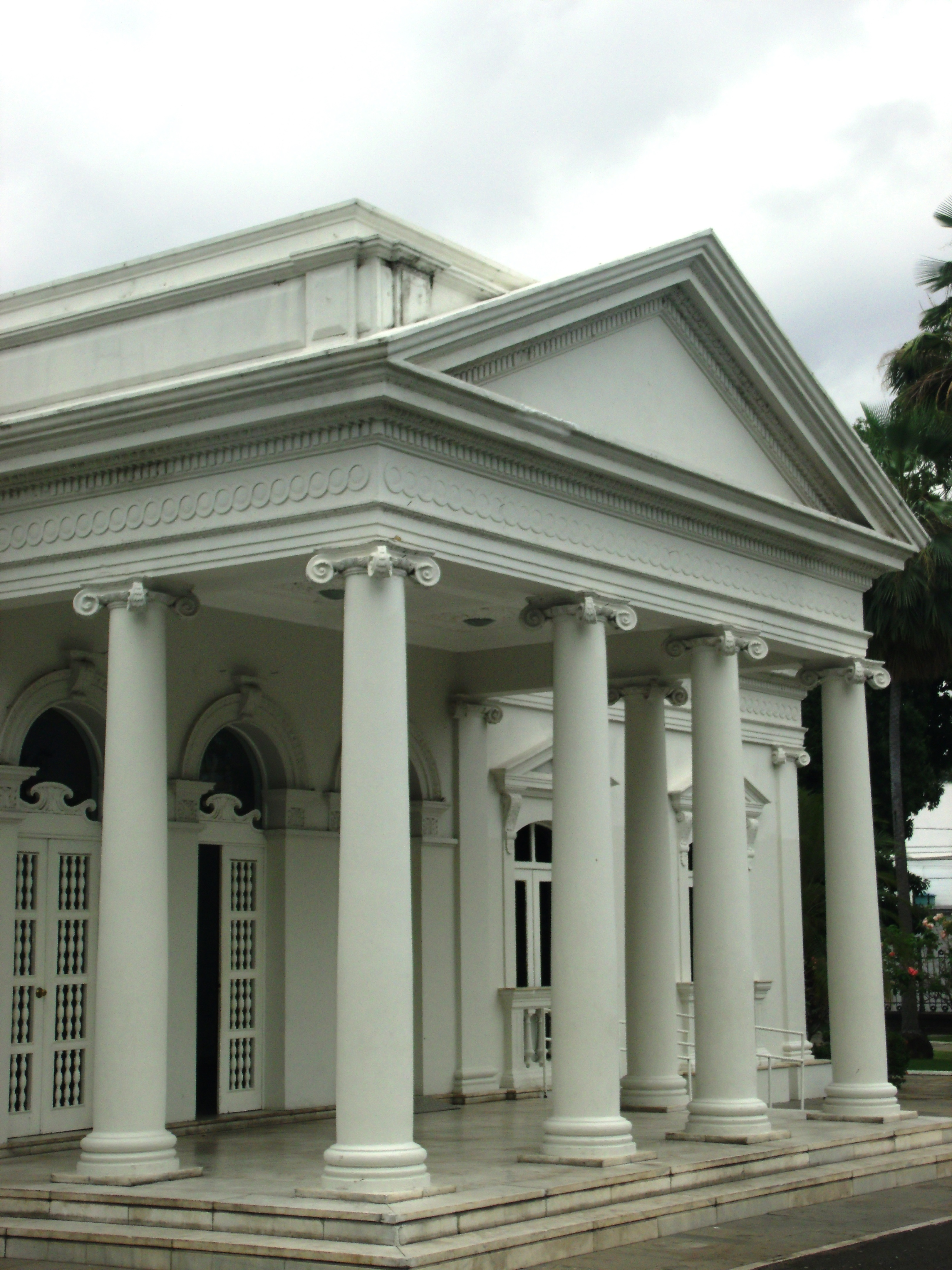
Palacio Karnak.
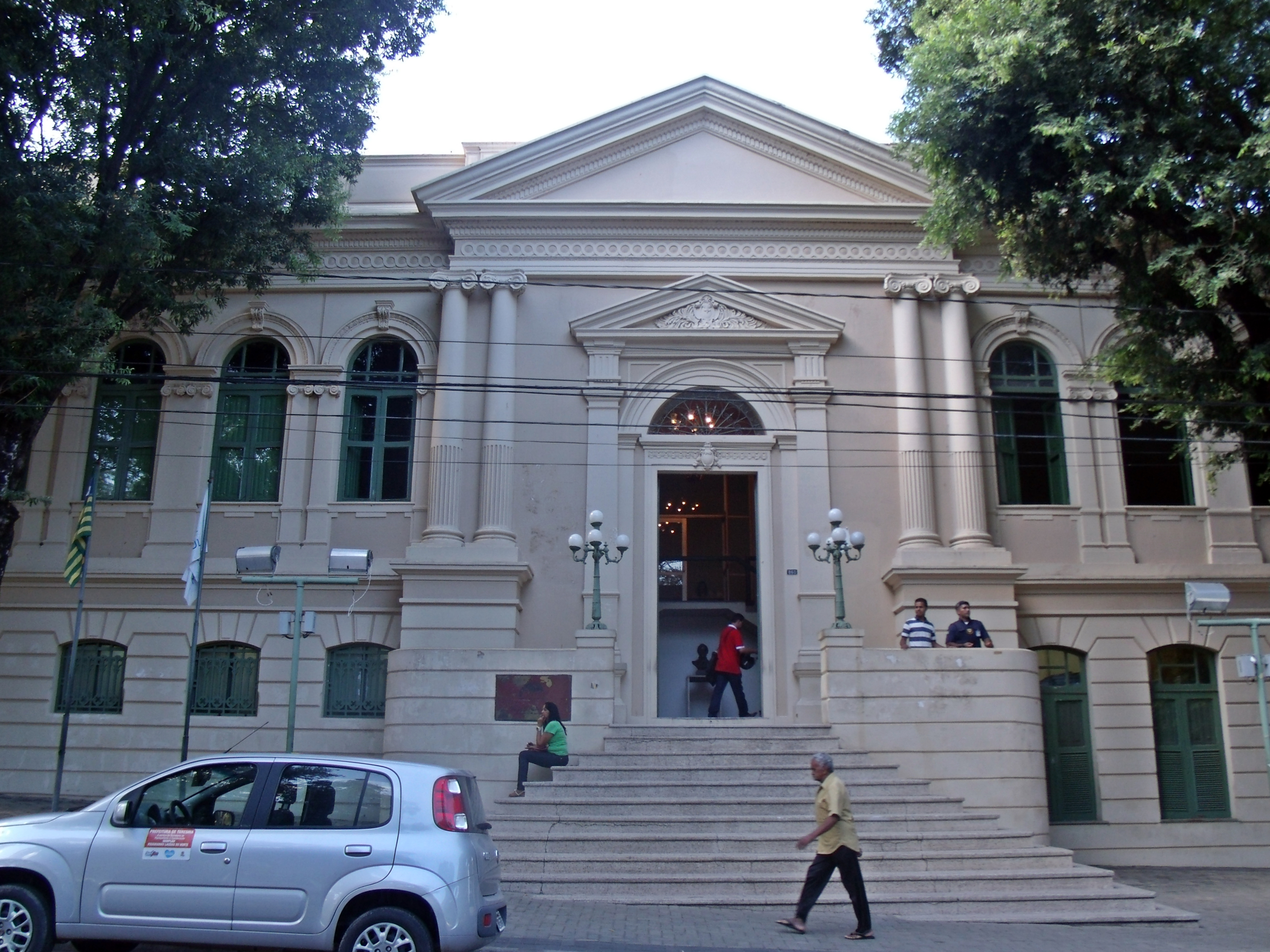
Alcaldía de Teresina.
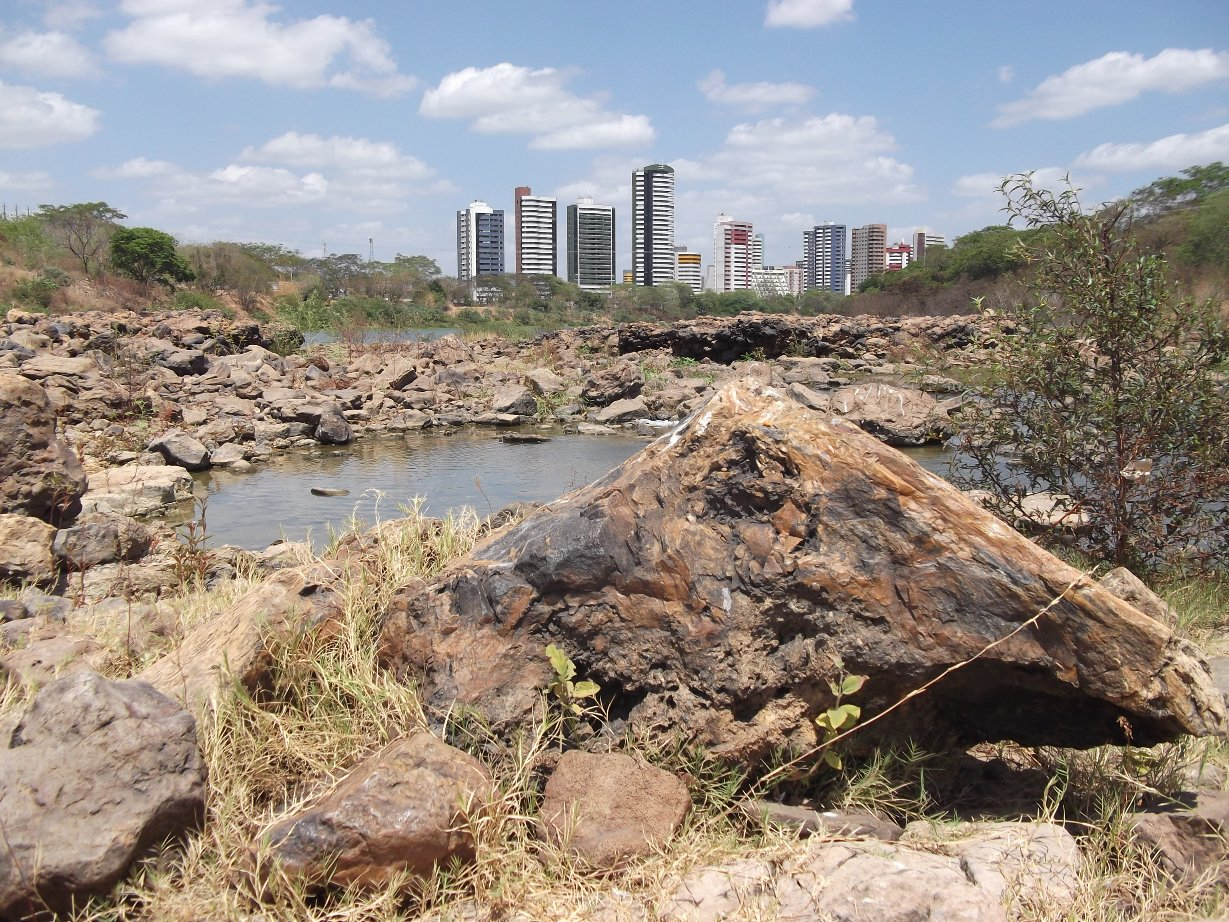
Bosque fósil